# Campionato europeo dei piccoli stati femminile di pallavolo 2000
Il campionato europeo dei piccoli stati femminile di pallavolo 2000 si è svolto dal 31 maggio al 4 giugno 2000 a La Valletta, a Malta: al torneo hanno partecipato otto squadre nazionali europee di stati con meno di un milione di abitanti e la vittoria finale è andata per la prima volta a Cipro.

## Regolamento
Le squadre hanno disputato una prima fase a gironi con formula del girone all'italiana; al termine della prima fase:
- Le prime due classificate di ogni girone hanno acceduto alla fase finale per il primo posto strutturata in semifinali, finale per il terzo posto e finale.
- Le ultime due classificate di ogni girone hanno acceduto alla fase finale per il quinto posto strutturata in semifinali, finale per il settimo posto e finale per il quinto posto.

## Squadre partecipanti
| Squadra       | Qualificazione      | Ultima partecipazione |
| ------------- | ------------------- | --------------------- |
| Cipro         | -                   | Debutto               |
| Fær Øer       | -                   | Debutto               |
| Irlanda       | -                   | Debutto               |
| Islanda       | -                   | Debutto               |
| Liechtenstein | -                   | Debutto               |
| Lussemburgo   | -                   | Debutto               |
| Malta         | Paese organizzatore | Debutto               |
| San Marino    | -                   | Debutto               |

## Torneo

### Fase a gironi
| Girone A      | Girone B |
| ------------- | -------- |
| Irlanda       | Cipro    |
| Liechtenstein | Islanda  |
| Lussemburgo   | Fær Øer  |
| San Marino    | Malta    |

#### Girone A

##### Risultati
| 31 maggio 2000 ?, La Valletta Durata: 1h:46 - Spettatori: 60 | Lussemburgo   | 1 - 3 | Irlanda       | 25-23, 24-26, 19-25, 17-25 |
| 31 maggio 2000 ?, La Valletta Durata: 1h:43 - Spettatori: 60 | Liechtenstein | 1 - 3 | San Marino    | 25-23, 24-26, 19-25, 17-25 |
| 1º giugno 2000 ?, La Valletta Durata: 1h:15 - Spettatori: 75 | Irlanda       | 0 - 3 | San Marino    | 25-27, 10-25, 19-25        |
| 1º giugno 2000 ?, La Valletta Durata: 1h:14 - Spettatori: 60 | Lussemburgo   | 3 - 0 | Liechtenstein | 25-14, 25-20, 25-20        |
| 2 giugno 2000 ?, La Valletta Durata: 1h:46 - Spettatori: 60  | Liechtenstein | 3 - 1 | Irlanda       | 26-24, 25-21, 25-27, 25-22 |
| 2 giugno 2000 ?, La Valletta Durata: 1h:46 - Spettatori: 80  | San Marino    | 3 - 1 | Lussemburgo   | 20-25, 25-21, 25-23, 25-23 |

##### Classifica
| Pos | Squadra       | Pt | G | V | P | SV | SP | Ratio | PF  | PS  | Ratio |
| --- | ------------- | -- | - | - | - | -- | -- | ----- | --- | --- | ----- |
| 1   | San Marino    | 6  | 3 | 3 | 0 | 9  | 2  | 4.500 | 269 | 229 | 1.175 |
| 2   | Lussemburgo   | 4  | 3 | 1 | 2 | 5  | 6  | 0.833 | 251 | 248 | 1.012 |
| 3   | Irlanda       | 4  | 3 | 1 | 2 | 4  | 7  | 0.571 | 247 | 262 | 0.943 |
| 4   | Liechtenstein | 4  | 3 | 1 | 2 | 4  | 7  | 0.571 | 238 | 266 | 0.895 |

#### Girone B

##### Risultati
| 31 maggio 2000 ?, La Valletta Durata: 1h:07 - Spettatori: 60  | Islanda | 0 - 3 | Cipro   | 9-25, 14-25, 16-25                |
| 31 maggio 2000 ?, La Valletta Durata: 1h:34 - Spettatori: 225 | Malta   | 3 - 1 | Fær Øer | 25-21, 14-25, 25-20, 25-11        |
| 1º giugno 2000 ?, La Valletta Durata: 1h:06 - Spettatori: 50  | Fær Øer | 0 - 3 | Cipro   | 13-25, 10-25, 14-25               |
| 1º giugno 2000 ?, La Valletta Durata: 1h:37 - Spettatori: 200 | Malta   | 3 - 1 | Islanda | 24-26, 25-14, 25-10, 25-17        |
| 2 giugno 2000 ?, La Valletta Durata: 1h:56 - Spettatori: 80   | Islanda | 2 - 3 | Fær Øer | 25-27, 25-14, 24-26, 29-27, 12-15 |
| 2 giugno 2000 ?, La Valletta Durata: 1h:37 - Spettatori: 200  | Cipro   | 3 - 1 | Malta   | 25-15, 16-25, 25-20, 25-14        |

##### Classifica
| Pos | Squadra | Pt | G | V | P | SV | SP | Ratio | PF  | PS  | Ratio |
| --- | ------- | -- | - | - | - | -- | -- | ----- | --- | --- | ----- |
| 1   | Cipro   | 6  | 3 | 3 | 0 | 9  | 1  | 9.000 | 241 | 150 | 1.607 |
| 2   | Malta   | 5  | 3 | 2 | 1 | 7  | 5  | 1.400 | 262 | 235 | 1.115 |
| 3   | Fær Øer | 4  | 3 | 1 | 2 | 4  | 8  | 0.500 | 223 | 279 | 0.799 |
| 4   | Islanda | 3  | 3 | 0 | 3 | 3  | 9  | 0.333 | 221 | 283 | 0.781 |

### Fase finale

#### Finali 1º e 3º posto
|  | Semifinali  | Semifinali  | Semifinali |            |       | Finale 1º/2º posto | Finale 1º/2º posto | Finale 1º/2º posto |  |
|  |             |             |            |            |       |                    |                    |                    |  |
|  | Lussemburgo | Lussemburgo | 1          |            |       |                    |                    |                    |  |
|  | Lussemburgo | Lussemburgo | 1          |            |       |                    |                    |                    |  |
|  | Cipro       | Cipro       | 3          |            |       |                    |                    |                    |  |
|  | Cipro       | Cipro       | 3          |            | Cipro | Cipro              | 3                  |                    |  |
|  |             |             |            |            | Cipro | Cipro              | 3                  |                    |  |
|  |             |             | San Marino | San Marino | 0     |                    |                    |                    |  |
|  | Malta       | Malta       | San Marino | San Marino | 0     | 1                  |                    |                    |  |
|  | Malta       | Malta       |            |            |       | 1                  |                    |                    |  |
|  | San Marino  | San Marino  | 3          |            |       | Finale 3º/4º posto | Finale 3º/4º posto | Finale 3º/4º posto |  |
|  | San Marino  | San Marino  | 3          |            |       |                    |                    |                    |  |
|  |             |             |            |            |       |                    |                    |                    |  |
|  |             |             |            |            |       | Lussemburgo        | Lussemburgo        | 1                  |  |
|  |             |             |            |            |       | Lussemburgo        | Lussemburgo        | 1                  |  |
|  |             |             |            |            |       | Malta              | Malta              | 3                  |  |

##### Semifinali
| 3 giugno 2000 ?, La Valletta Durata: 1h:44 - Spettatori: 75  | Lussemburgo | 1 - 3 | Cipro      | 22-25, 25-22, 15-25, 23-25 |
| 3 giugno 2000 ?, La Valletta Durata: 1h:33 - Spettatori: 285 | Malta       | 1 - 3 | San Marino | 21-25, 25-23, 18-25, 12-25 |

##### Finale 3º posto
| 4 giugno 2000 ?, La Valletta Durata: 1h:40 - Spettatori: 250 | Lussemburgo | 1 - 3 | Malta | 25-19, 23-25, 12-25, 20-25 |

##### Finale
| 4 giugno 2000 ?, La Valletta Durata: 1h:12 - Spettatori: 100 | Cipro | 3 - 0 | San Marino | 25-20, 25-17, 28-26 |

#### Finali 5º e 7º posto
|  | Semifinali    | Semifinali    | Semifinali |         |               | Finale 5º/6º posto | Finale 5º/6º posto | Finale 5º/6º posto |  |
|  |               |               |            |         |               |                    |                    |                    |  |
|  | Liechtenstein | Liechtenstein | 3          |         |               |                    |                    |                    |  |
|  | Liechtenstein | Liechtenstein | 3          |         |               |                    |                    |                    |  |
|  | Fær Øer       | Fær Øer       | 0          |         |               |                    |                    |                    |  |
|  | Fær Øer       | Fær Øer       | 0          |         | Liechtenstein | Liechtenstein      | 3                  |                    |  |
|  |               |               |            |         | Liechtenstein | Liechtenstein      | 3                  |                    |  |
|  |               |               | Irlanda    | Irlanda | 0             |                    |                    |                    |  |
|  | Islanda       | Islanda       | Irlanda    | Irlanda | 0             | 1                  |                    |                    |  |
|  | Islanda       | Islanda       |            |         |               | 1                  |                    |                    |  |
|  | Irlanda       | Irlanda       | 3          |         |               | Finale 7º/8º posto | Finale 7º/8º posto | Finale 7º/8º posto |  |
|  | Irlanda       | Irlanda       | 3          |         |               |                    |                    |                    |  |
|  |               |               |            |         |               |                    |                    |                    |  |
|  |               |               |            |         |               | Fær Øer            | Fær Øer            | 2                  |  |
|  |               |               |            |         |               | Fær Øer            | Fær Øer            | 2                  |  |
|  |               |               |            |         |               | Islanda            | Islanda            | 3                  |  |

##### Semifinali
| 3 giugno 2000 ?, La Valletta Durata: 1h:12 - Spettatori: 70 | Liechtenstein | 3 - 0 | Fær Øer | 25-21, 25-22, 25-18        |
| 3 giugno 2000 ?, La Valletta Durata: 1h:43 - Spettatori: 90 | Islanda       | 1 - 3 | Irlanda | 25-22, 18-25, 18-25, 27-29 |

##### Finale 7º posto
| 4 giugno 2000 ?, La Valletta Durata: 1h:57 - Spettatori: 60 | Fær Øer | 2 - 3 | Islanda | 25-14, 21-25, 23-25, 25-20, 18-20 |

##### Finale 5º posto
| 4 giugno 2000 ?, La Valletta Durata: 1h:13 - Spettatori: 70 | Liechtenstein | 3 - 0 | Irlanda | 25-20, 25-23, 25-21 |

## Podio

### Campione
Formazione: 1 Panagiota Aristeidou, 2 Maria Charelambous, 3 Afroditi Faouta, 4 Despo Georgiadou, 5 Fotini Massou, 6 Eleni Michael, 7 Yiannoula Orfanou, 8 Anastasia Papagiorgi, 9 Daniela Pelayia, 10 Anastasia Sozou, 11 Panayiota Trifilli, 12 Boriana Vlachou Jankova, CT: -

### Secondo posto
Formazione: 1 Federica Ciavatta, 2 Cinza De Biagi, 3 Antonella Della Balda, 4 Micaela Fedele, 5 Anna Laura Francini, 6 Erika Giannotti, 7 Federica Mazza, 8 Ansela Morri, 9 Silvia Santi, 10 Cinzia Ugolini, 11 Valentina Valentini, 12 Sonia Zafferani, CT: -

### Terzo posto
Formazione: 1 Giselle Abela, 2 Catherine Attard, 3 Sandra Bonnici, 4 Tiziana Bonnici, 5 Alison Borg Hayman, 6 Sarah Curmi, 7 Marjoe Falzon, 8 Jelena Gagic, 9 Carmen Gauci, 10 Elaine Lanzon, 11 Melanie Mizzi, 12 Caroline Sciberras, CT: -

## Classifica finale
| Pos | Squadra       |
| --- | ------------- |
|     | Cipro         |
|     | San Marino    |
|     | Malta         |
| 4   | Lussemburgo   |
| 5   | Liechtenstein |
| 6   | Irlanda       |
| 7   | Islanda       |
| 8   | Fær Øer       |